# Hans Christian Ørsted
Hans Christian Ørsted (fonetikusan: [hans kʰʁæsd̥jan ˈɶɐ̯sd̥ɛð] (Rudkøbing, Dánia, 1777. augusztus 14. – Koppenhága, 1851. március 9.) dán fizikus és vegyész. A 19. század első felében hozzájárult a természettudomány komoly fejlődéséhez, de érdeklődött a kor filozófiai irányzatai iránt is.  Legjelentősebb tudományos eredménye az elektromosság és a mágnesség közötti összefüggés, az elektromágnesség felfedezése az Oersted-kísérlet révén.

## Pályafutása
Ørsted tudomány iránti érdeklődése édesapja, Søren Christian Ørsted gyógyszertárában való segédkezése során alakult ki. Testvérével, Anders Sandøe Ørsteddel együtt gyakorlatilag otthon, magánúton szerezték meg alapfokú képzettségüket, majd 1793-ban indultak Koppenhágába, ahol felvételiztek a Koppenhágai Egyetemre. A testvéreket könnyedén felvették, és hamar kitűntek társaik közül tanulmányi eredményeikkel. 1796-ra Ørsted elismeréseket kapott mind az esztétika, mind a fizika terén publikált dolgozataiért.
1801-ben Hans utazó ösztöndíjat kapott, ennek köszönhetően három évet tölthetett el utazással Európában. Németországban találkozott Johann Wilhelm Ritter fizikussal, aki megosztotta vele nézeteit arról, hogy a természet erői összefüggésben állnak egymással és egységet alkotnak. Ritter hitt a természet egységességében, és ebből kifolyólag, hogy a legtöbb természeti jelenség között léteznie kell valamiféle kapcsolatnak. Ritter szerint létezik egy „őserő”, egy Urkraft, egy „elsődleges erő”.
Beszélgetéseik felkeltették Ørsted érdeklődését a fizika tudománya iránt. 1806-ban tanítani kezdett a Koppenhágai Egyetemen, ahol folytatta kísérleteit az elektromos árammal és az akusztika kérdéseivel is foglalkozott. Az egyetem az ő irányításával dolgozta ki átfogó fizikai és kémiai tanulmányi programját, és több új laboratóriumot is létrehozott.

## Elektromágnesesség

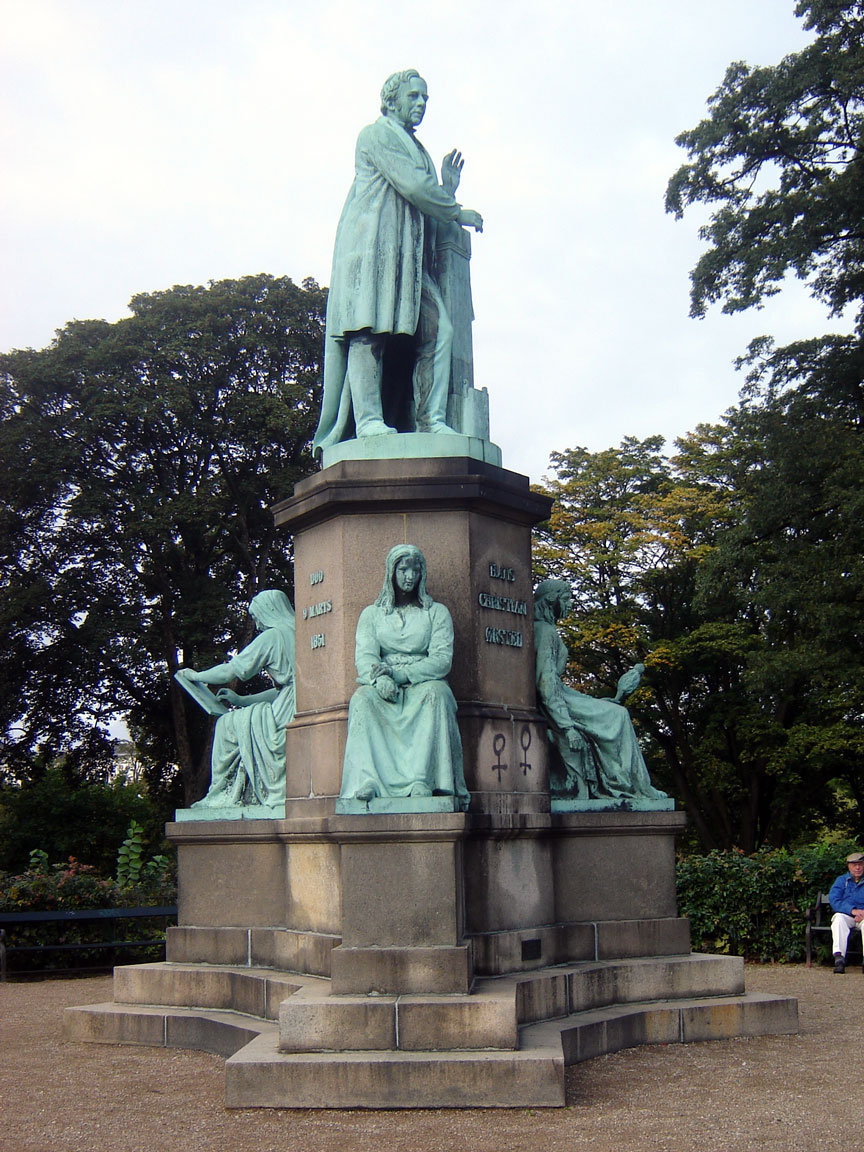
Ørsted szobra a koppenhágai Ørstedsparkenben

Hans Christian Ørsted, Der Geist in der Natur, 1854

1820. április 21-én, egyik esti előadásán véletlenül egy olyan jelenségre lett figyelmes, amelynek eredménye megdöbbentő volt Ørsted számára. Ahogy az áram által keltett hőt mutatta be hallgatóinak, észrevette, hogy egy iránytű tűje kitér a mágneses északi irányból, valahányszor az általa használt elektromos elemet a vezetékre kapcsolta. Ez a kitérés arra utalt, hogy az elektromos áramot hordozó vezetéket valamiféle mágneses mező veszi körül.
A felfedezés pillanatában Ørsted zavarba jött és semmilyen magyarázatot nem adott a jelenségre, és matematikailag sem próbálta meg leírni azt. Három hónappal később azonban intenzív kutatásba kezdett, majd nem sokkal később közzétette kísérleteinek eredményét, amelyek bizonyították, hogy az elektromos áram kör alakban mágneses teret hoz létre a vezető körül. A mágneses indukció CGS-mértékegysége (oersted) a felfedezőről kapta nevét, elismerve ezzel jelentős hozzájárulását az elektromágnesség témaköréhez.
Eredményeinek nyomán a tudományos közösség szerteágazó kísérletezésbe kezdett az elektrodinamika témakörében. Az elért eredmények nagyban hatottak André-Marie Ampère francia fizikus munkásságára, aki egységes matematikai képletet dolgozott ki az áramvezetők közötti mágneses erők bemutatására. Ørsted felfedezése az energia egységes koncepciójának kialakulásának útján is mérföldkőnek számít.

## Alumínium
1825-ben Ørsted nagyon fontos kémiai eredményt ért el, amikor először állított elő alumíniumot.

## Költészete
Tudományos munkája mellett Ørsted neves író és költő is volt. Luftskibet ("Légiesség") című verssorozatát fizikus kollégája, Étienne-Gaspard Robert légballonos útjai inspirálták.

## Halála és emlékezete
Ørsted 1851-ben halt meg, sírja a koppenhágai Assistens temetőben látható.
Az 1950-1970 közötti kiadású 100 koronás bankjegy Ørsted arcképének metszetét hordozza.
A Koppenhágai Egyetem Kémiai Tanszékének, valamint Matematikatudományi Intézetének otthont adó épületegyüttest Hans Christian Ørsted Intézetnek nevezték el, tisztelegve nagysága előtt. Az 1999-ben fellőtt első dán műhold is az ő nevét viselte.